# Büssing

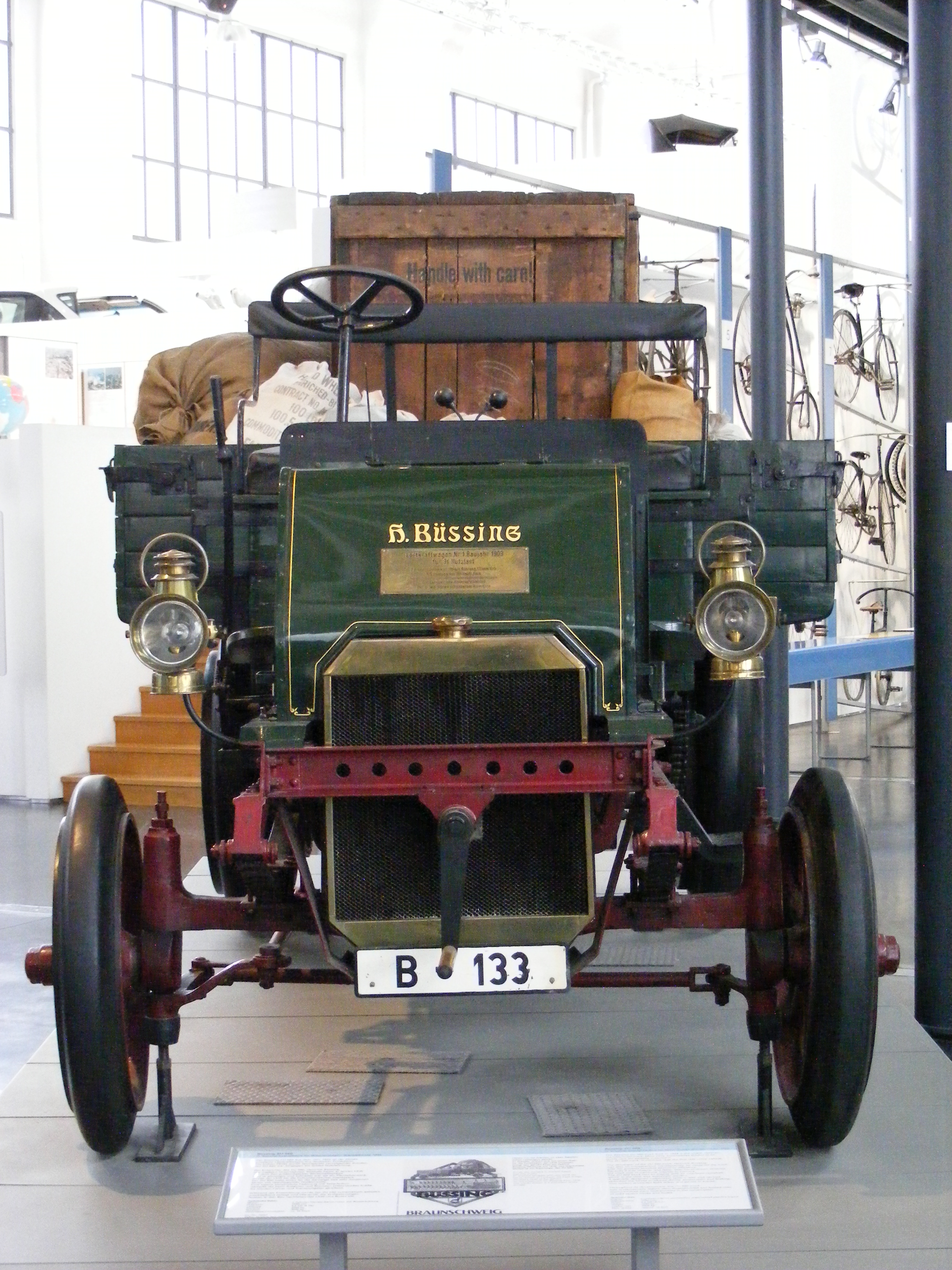
Büssing ZU-550 z 1903 roku

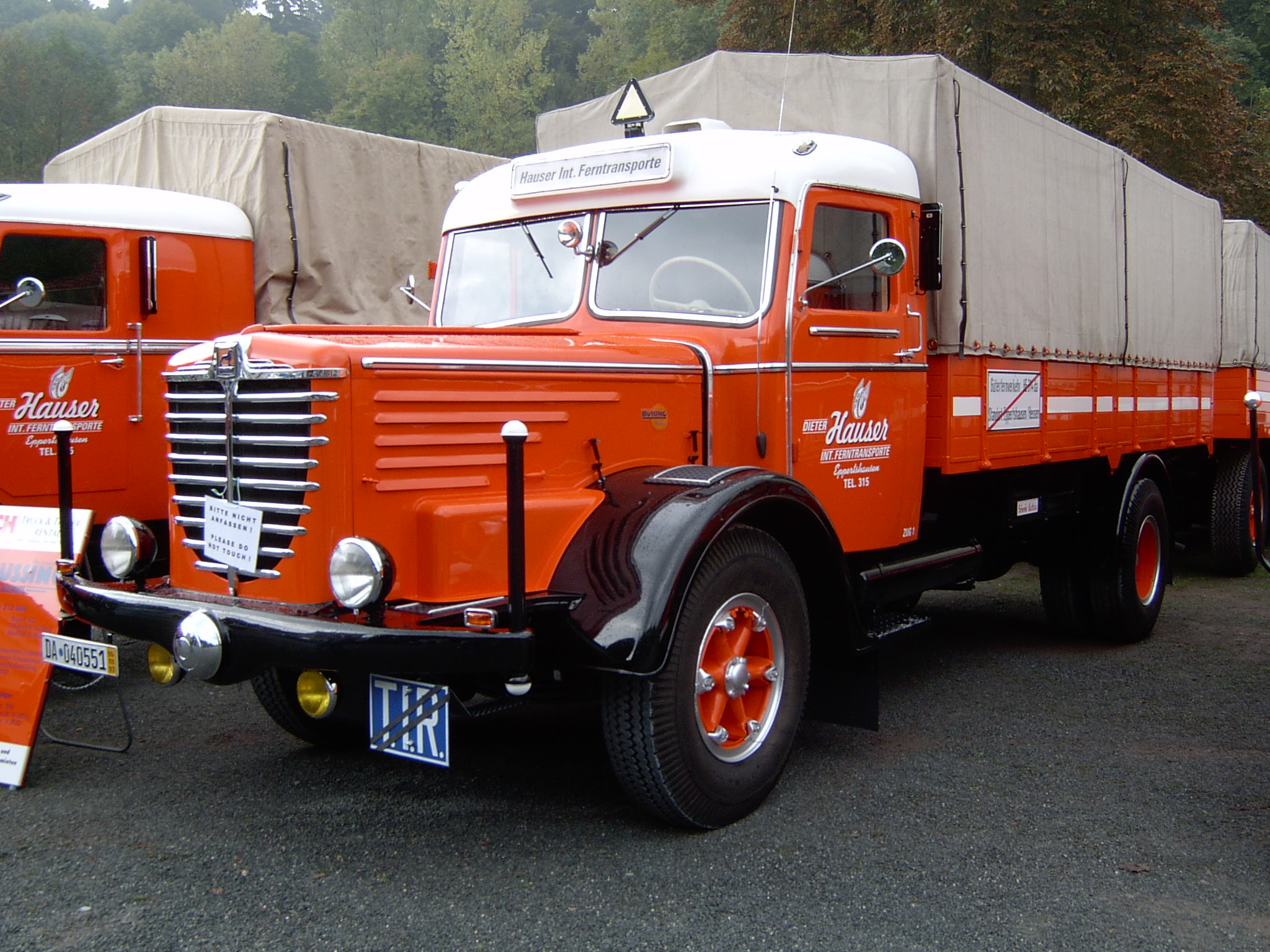
Ciężarówka Büssing 8000

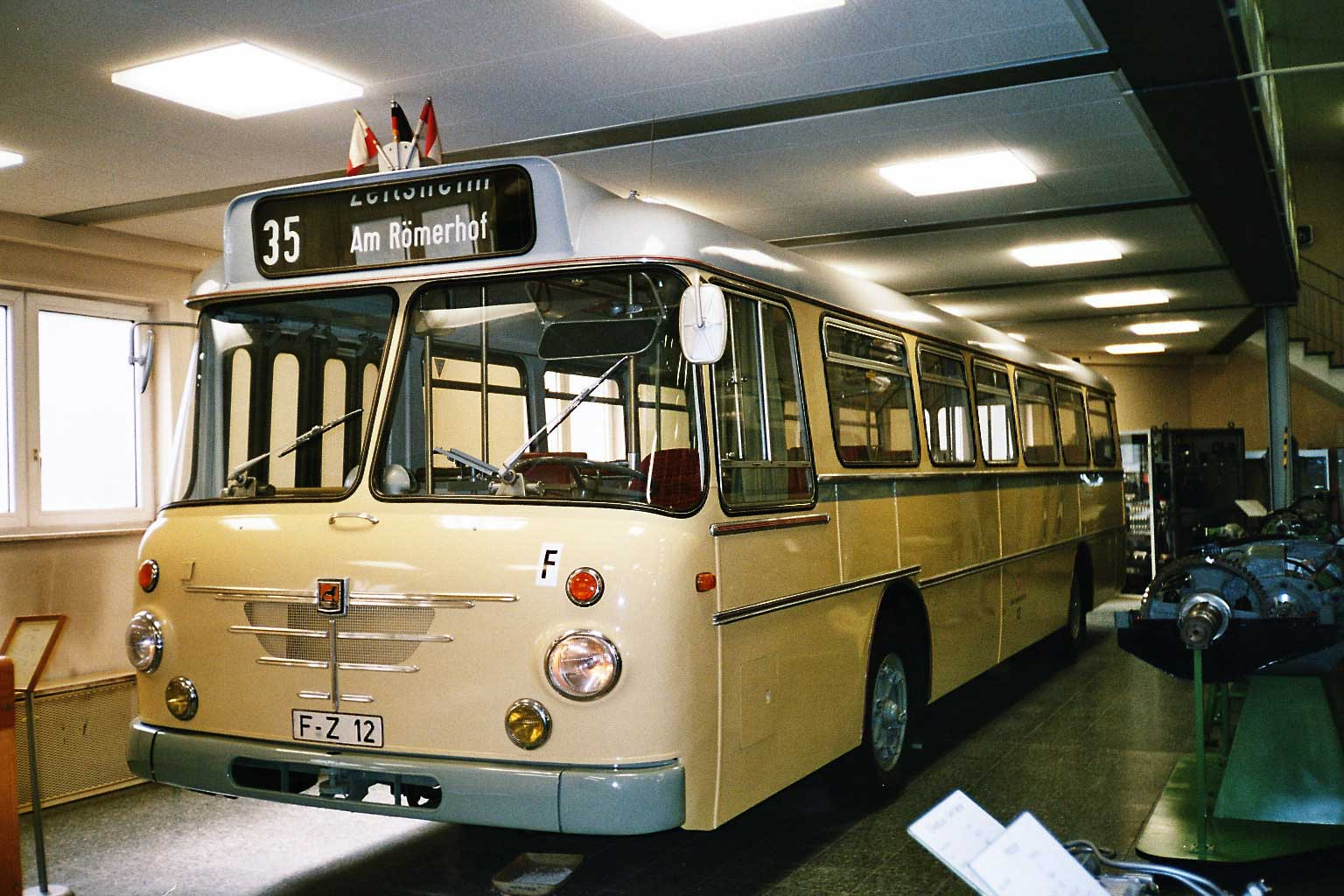
Autobus Büssing Senator z 1964 roku

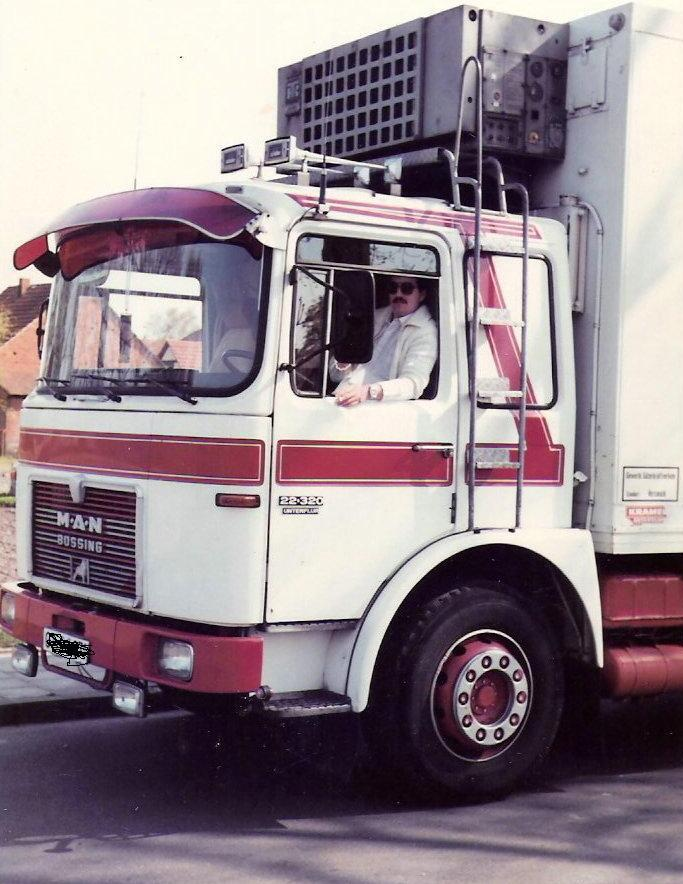
Ciężarówka MAN Büssing 320 U

Büssing – niemieckie przedsiębiorstwo specjalizujące się w produkcji samochodów ciężarowych i autobusów, założone 17 kwietnia 1903 roku przez Heinricha Büssinga w Brunszwiku. W dniu 31 grudnia 1930 roku przedsiębiorstwo połączyło się z berlińskim Nationale Automobil-Gesellschaft AG tworząc spółkę Büssing-NAG. Powstałe przedsiębiorstwo było jednym z najbardziej liczących się w Niemczech producentów samochodów ciężarowych oraz autobusów. Przedsiębiorstwo zostało przejęte w 1971 roku przez koncern MAN.

## Historia
Pierwszy samochód ciężarowy firmy pojawił się 22 października 1903 roku, zwany był „Graue Katze” (Szary Kot). Miał ładowność 2,5 do 3 ton, 3-biegową skrzynię i napęd przenoszony na tylne koła za pośrednictwem łańcuchów. Wszedł do produkcji po rocznych testach, dzięki czemu był mało awaryjny. W 1904 roku rozpoczęto produkcję autobusów z kołami z grubych masywów gumowych. Büssing uruchomił wówczas regularne połączenie komunikacyjne na 15-kilometrowej trasie pomiędzy Brunszwikiem i Wendeburgiem, obsługiwane autobusem własnej produkcji. W 1909 roku Heinrich Büssing założył w Berlinie „Transportgesellschaft zur Förderung von Waren und Gütern” (Przedsiębiorstwo Transportu Artykułów i Towarów), obsługiwane ciężarówkami własnej produkcji. Przed I wojną światową przedsiębiorstwo  dostarczyło m.in. 400 podwozi autobusowych do Londynu, na bazie których firma nadwoziowa Straker & Squire Ltd. wykonała autobusy dwupokładowe. Tego typu pojazdy dostarczano także do Berlina.
Przedsiębiorstwo  szybko stało się czołowym niemieckim producentem samochodów użytkowych. W roku 1913 przyjęto znak fabryczny – lwa, który był herbem rezydentów miasta Brunszwik. Pod koniec I wojny światowej, w 1918 roku, produkowano również czołgi. 
Samochody ciężarowe i autobusy marki Büssing były również produkowane w Wiedniu przez firmę „Maschinenfabrik A. Fross” w ramach udzielonej w 1907 r. licencji.
W latach 20. specjalnością firmy były m.in. trzyosiowe ciężarówki i autobusy, wówczas rzadkość. W 1929 roku rozpoczęto produkcję „trambusa”. Wielki kryzys wpłynął na połączenie się w 1931 roku z firmą NAG.
W okresie po II wojnie światowej przedsiębiorstwo  produkowało różne odmiany samochodów ciężarowych oraz autobusów (miejskie solo i przegubowe, międzymiastowe, turystyczne i piętrowe). 
W 1950 roku firma Büssing była największym producentem autobusów oraz trzecim co do wielkości producentem ciężarówek w RFN. Eksport stanowił 30% obrotów, z czego połowa to autobusy z podpodłogowymi silnikami Diesla. Ten sposób montowania silników stosowano również w ciężarówkach, począwszy od modelu Büssing 12000.
W 1960 roku przedsiębiorstwo  zostało przekształcone w spółkę akcyjną, a w latach 1964–1968 jej akcje zostały stopniowo wykupione przez firmy Salzgitter Gruppe/LHB-Waggonbau. W latach 1968–1971 akcje spółki zostały odkupione przez koncern MAN. Zakłady w Brunszwiku i Salzgitter stały się oddziałami Działu Pojazdów Użytkowych MAN.
Lew jako znak fabryczny firmy Büssing, po jej przejęciu przez MAN stał się znakiem firmowym tego koncernu. Przez pewien czas produkowano pojazdy marki MAN-Büssing.
Kolejne przekształcenia i nazwy przedsiębiorstwa:
- 1903–1920: Heinrich Büssing, Specialfabrik für Motorlastwagen, Motoromnibusse und Motoren
- 1920–1922: Heinrich Büssing Automobilwerke KG
- 1922–1931: Heinrich Büssing Automobilwerke AG
- 1931–1943: Büssing-NAG, Vereinigte Nutzkraftwerke AG
- 1943–1950: Büssing-NAG Nutzkraftwagen GmbH
- 1950–1960: Büssing Nutzkraftwagen GmbH
- 1960–1971: Büssing-Automobil-Werke AG
- od 1971 spółka jest własnością koncernu MAN

Obecnie pojazdy pod marką Büssing nie są produkowane, natomiast pozostałością po firmie jest znak lwa pod marką MAN (widać na ostatnim zdjęciu, ale i na autobusach).